# Tommaso dei Cavalieri
Tommaso dei Cavalieri (Roma, c. 1509 - Roma, 1587) foi um nobre e colecionador de arte da Itália. Nada se sabe sobre seus primeiros anos, mas é lembrado por ter sido um dos grandes amores de Michelangelo, seu aluno e também o destinatário de diversos poemas do mestre renascentista. Quando adulto foi um dos diretores das obras do Capitólio em Roma. Há especulações que o rosto que conhecemos como o de Jesus de Nazaré é o rosto de Tommaso Cavalieri, que fora desenhado por Michelangelo, que retratara o seu grande discípulo e amante.[carece de fontes?] Michelangelo o amava de tal maneira que decidiu imortalizá-lo através do retrato que hoje conhecemos como as supostas feições de Jesus.